# 酸塩基抽出
酸塩基抽出（さんえんきちゅうしゅつ、英: acid–base extraction）は、その化学的性質に基づいて、連続する液液抽出により、混合物から酸と塩基を精製する実験操作である。
酸塩基抽出は、化学合成の後のワークアップや粗抽出物からのアルカロイド等の天然化合物の単離の後にルーチンとして行われる。生成物には、中性及び酸性または塩基性の不純物の大部分はなくなるが、この単純な方法では、化学的に類似した酸または塩基を分離することは困難である。

## 理論

酸塩基抽出の概要

この技術を支える基礎的な理論は、イオン性化合物である塩は水に溶けやすく、中性分子は水に溶けにくい傾向があることである。
有機塩基と酸の混合物に酸を加えると、酸は非荷電のままであるが、塩基はプロトン化して塩を形成する。
カルボン酸等の有機酸が十分弱い場合は、酸を加えることで自己解離を抑えることができる。
逆に、有機酸と塩基の混合物に塩基を加えると、塩基は非荷電のままとなり、酸が脱プロトン化して塩となる。また同様に、強い塩基の自己解離は、塩基を加えることで抑えられる。
pKaまたはpKbの差が十分大きい場合は、強い酸から非常に弱い酸を分離したり、強い塩基から非常に弱い塩基を分離する時にも酸塩基抽出の手順を用いることができる。例えば、
- フェノール、2-ナフトール、4-ヒドロキシインドール等のようにフェノール性水酸基を持つ非常に弱い酸（pKaは10程度）を安息香酸やソルビン酸等のより強い酸（pKaは約4 - 5）から分離する場合
- カフェインや4-ニトロアニリン等の非常に弱い塩基（pKbは約13 - 14）をメスカリンやジメチルトリプタミン等のより強い塩基（pKbは約3 - 4）から分離する場合

通常、pHは、分離する化合物のpKa（またはpKb）の大よそ間の値に調整される。中程度の酸性pH値のためにはクエン酸やリン酸、希硫酸のような弱酸、高い酸性度のpH値のためには塩酸や濃硫酸が用いられる。同様に、中程度の塩基性pH値のためにはアンモニアや炭酸水素ナトリウム等の弱塩基、高い塩基性度のpH値のためには炭酸カリウムや水酸化ナトリウム等の強塩基が用いられる。

## 技術
通常、混合物は、ジクロロメタンやジエチルエーテル等の適した溶媒に溶かし、分液漏斗に注ぐ。酸または塩基の水溶液を加え、水相のpHを目的の物質が望みの形で得られる範囲に調整する。攪拌して相分離させた後、目的の物質を含む相を集める。さらに反対のpH範囲でこの手順を繰り返す。手順の順番は重要ではなく、繰り返すことでより純度を上げることができるが、最終的に溶媒を蒸発させて生成物を得るため、最後の段階では、目的の物質を有機相に溶解しておくことがしばしば行われる。

## 制限
この方法は、荷電状態と非荷電状態で溶解度に大きな差がある場合にしか行えない。また、以下についても行えない。
- ほとんどのpH範囲で水溶性を持つグリシン、等一つの分子に酸性と塩基性の両方の官能基を持つ双性イオン
- トリフェニルアミンやトリヘキシルアミン（エスペラント語版）のように、荷電状態では水相にほとんど溶解しない非常に脂溶性の高いアミン
- 脂肪酸のように、荷電状態では水相にほとんど溶解しない非常に脂溶性の高い酸
- 混和性または非常に水溶性の高いアンモニア、メチルアミン、トリエタノールアミン等の低級アミン
- 酢酸、クエン酸やほとんどの無機酸等の親水性の酸

## 代替
酸塩基抽出の代替方法には、以下のようなものがある。
- シリカゲルや酸化アルミニウムを詰めたフィルタに混合物を流すと、荷電塩が担体に強く吸着して保持される。
- イオン交換クロマトグラフィーにより、異なるpHでの担体とのアフィニティの差を利用し、酸と塩基の混合物を分離することができる。